# 25604 Karlin
25604 Karlin è un asteroide della fascia principale. Scoperto nel 2000, presenta un'orbita caratterizzata da un semiasse maggiore pari a 2,8775701 UA e da un'eccentricità di 0,0111521, inclinata di 3,51526° rispetto all'eclittica.